# Actaecia formida
Actaecia formida is een pissebed uit de familie Actaeciidae. De wetenschappelijke naam van de soort is voor het eerst geldig gepubliceerd in 1994 door Lewis & Green.